# Ponte do Rio Mucajaí (RR-325)
A Ponte do Rio Mucajaí que segue pela rodovia estadual RR-325 é uma das duas pontes que cruzam o referido curso hídrico. Situada no estado brasileiro de Roraima, ligando os municípios de Alto Alegre e Mucajaí, foi construída em concreto armado pré-moldado em 210 metros de extensão.
A obra representa um elemento fundamental na Rodovia da Produção, escoando grandes excedentes agrícolas de fazendas e assentamentos locais. Foi inaugurada pelo Governador José de Anchieta Júnior em 2011, num custo total de R$ 3.416.085,00.

## Estrutura
Construída pelas empresas SF Engrenharia e Econcel, mede 210 metros de extensão, sendo constituída por 12 vãos isostáticos de 17,5m com 3 vigas na seção transversal. Pré-moldadas em concreto armado, as vigas são apoiadas nas travessas superiores de pilares únicos. São ao todo 5,65 metros de largura de ponte, onde as fundações foram executadas em tubulões ф120cm com base alargada.